# Lotononis carinata
Lotononis carinata är en ärtväxtart som beskrevs av George Bentham. Lotononis carinata ingår i släktet Lotononis och familjen ärtväxter. Inga underarter finns listade i Catalogue of Life.